# Henri Challan
Pour les articles homonymes, voir Antoine Challan et René Challan.
Pour les articles ayant des titres homophones, voir Challans et chaland.
Henri Challan né à Asnières le 12 décembre 1910 et mort à Paris le 17 février 1977 est un pédagogue et compositeur français.

## Biographie
Il a été l'élève de Jean Gallon et d'Henri Büsser au Conservatoire national de musique et d'art dramatique à Paris. En 1936, il a obtenu le 1er Second Grand Prix de Rome. À partir de 1942, il a été professeur d'harmonie au conservatoire. Parmi ses élèves, on compte notamment Pierre Cochereau, Pierre Vidal, Pierre Pincemaille, Antoine Hervé, Henri Loche, Henri-Claude Fantapié, Anne-Marie Barat  et Michel Legrand. Son frère jumeau René Challan était aussi compositeur.
Il a publié un ouvrage en dix recueils, "380 basses et chants donnés", sous-titré "pour l'étude de l'harmonie, des accords consonants aux leçons libres". Cet ouvrage, destiné aux élèves comme aux autodidactes (il existe pour chaque tome des "éléments de réalisation" qui guident l'élève dans les difficultés), fait encore l'unanimité de nos jours comme référence de la pratique de l'harmonie tonale.
Si les premiers tomes sont des travaux purement académiques, les suivants deviennent progressivement de vrais exercices de style.

## Distinctions
- Second prix de Rome (1936)

## Œuvres
- Sonate pour violon et piano (1936)
- Suite pour basson et piano (1937)
- Quatuor à cordes
- Quintette pour cordes et basson
- Symphonie (1942)
- Scherzo et Reflets, pour orchestre
- Concerto pour violon (1942)
- Diptyque pour alto et piano (1961)

## Sources
- Dictionnaire de la musique française, éditions Larousse, sous la direction de Marc Vignal
- Biographie d'Henri Challan